# Trận Incheon
Trận Incheon (tiếng Hàn: 인천 상륙 작전; Hanja: 仁川上陸作戰 phiên âm Triều Tiên: Incheon sangryuk jakjeon; Hán-Việt: Nhân Xuyên thượng lục tác chiến; tiếng Anh: Battle of Incheon; mật danh: Chiến dịch Chromite) là một trận đánh đổ bộ vào Incheon với ý nghĩa quyết định nhằm diệt quân Bắc Triều Tiên trong Chiến tranh Triều Tiên.
Trận đánh đã bắt đầu vào ngày 15 tháng 9 năm 1950 và kết thúc khoảng 28 tháng 9. Trong chiến dịch đổ bộ, các lực lượng Liên Hợp Quốc (UN) đã chiếm giữ được Incheon và phá được vòng vây ra khỏi vùng Vành đai Pusan qua một loạt những lần đổ bộ trong lãnh thổ bị phe quân Cộng sản tức quân CHDCND Triều Tiên chiếm đóng. Đa số những lực lượng bộ binh của Liên Hợp Quốc tham gia trong trận công phá này là Thủy quân lục chiến Hoa Kỳ dưới quyền tư lệnh lớn tối cao của Thống tướng Douglas MacArthur của Mỹ
Trận Incheon đã kết thúc một loạt các chiến thắng liên tiếp của Quân đội Nhân dân Triều Tiên và cũng đã bắt đầu một cuộc phản công của các lực lượng Liên Hợp Quốc dẫn đến việc tái chiếm Seoul. Cuộc tiến công vào Cộng hòa Dân chủ Nhân dân Triều Tiên kết thúc gần sông Áp Lục, trước tình thế đó, Cộng hòa Nhân dân Trung Hoa cảm thấy bị đe dọa bởi trong tương lai, liên quân do Mỹ đứng đầu có thể dùng Triều Tiên như một bàn đạp để xâm lược. Vì thế, Trung Quốc đã nhảy vào cuộc chiến bằng việc khai triển gần 100 000 quân để hỗ trợ CHDCND Triều Tiên. Quân Trung Hoa tấn công tràn ngập vào các vị trí của lực lượng Liên Hợp Quốc dọc sông Thanh Xuyên và buộc lực lượng Liên Hợp Quốc phải tháo lui về về Đại Hàn Dân quốc (còn gọi là Hàn Quốc, Đại Hàn hoặc Nam Hàn) sau Trận đánh hồ Trường Tân nhưng sau đó, liên quân đẩy lui lại tiến công của quân Trung Quốc về phía Bắc.

## Bối cảnh

### Kế hoạch

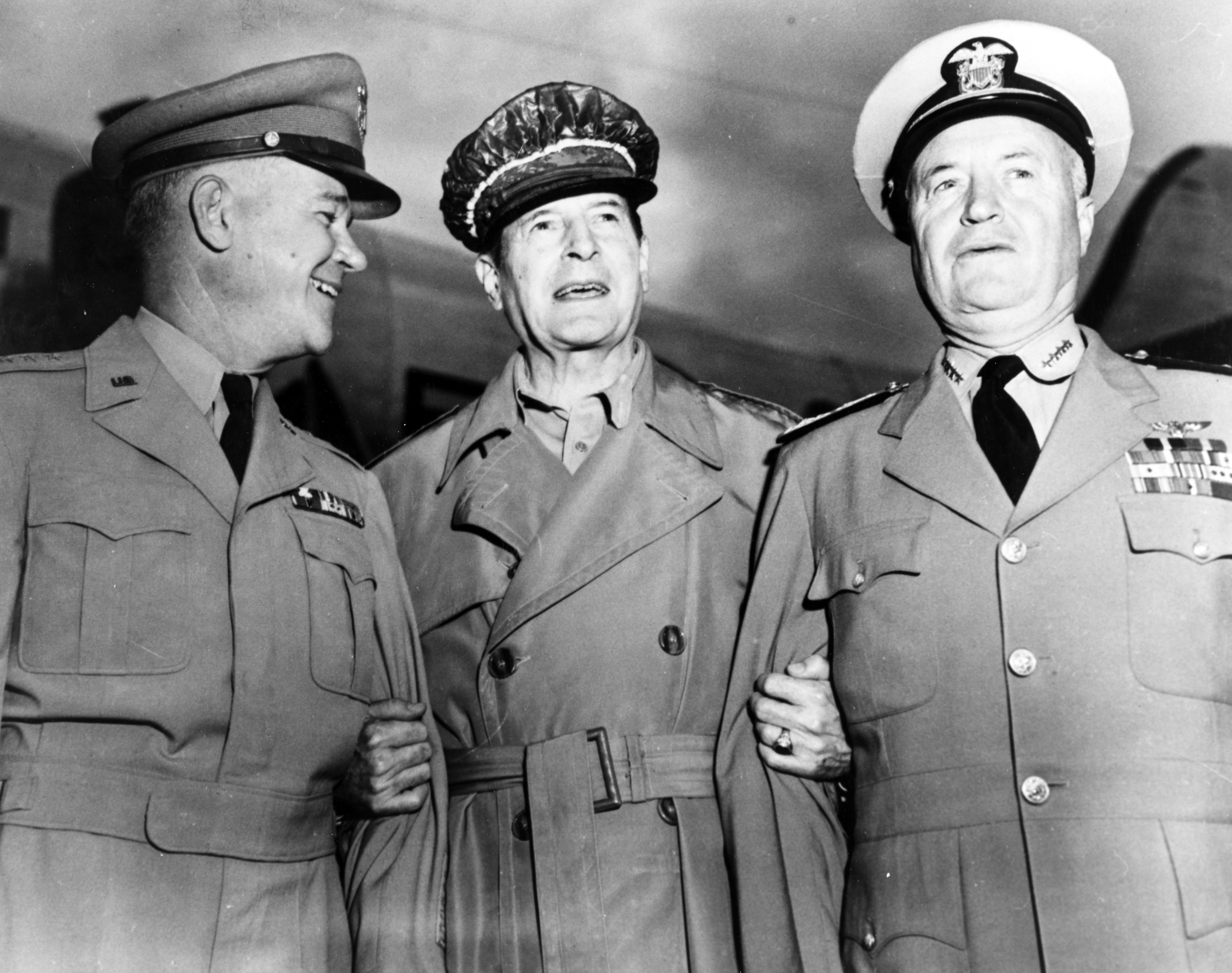
Tướng Douglas MacArthur (giữa) nắm vai Tham mưu trưởng Lục quân J. Lawton Collins (trái) và Đô đốc Forrest P. Sherman (phải). MacArthur dùng cuộc họp của họ để thuyết phục các lãnh đạo quân sự khác rằng cuộc tiến công vào Inchon là cần thiết.

Ý tưởng đổ bộ các lực lượng Liên Hợp Quốc tại Incheon đã được Tướng Douglas MacArthur đề xuất sau khi ông viếng thăm Triều Tiên vào ngày 29 tháng 6 năm 1950, bốn ngày sau khi chiến tranh bắt đầu. MacArthur nghĩ rằng Quân đội Nhân dân Triều Tiên sẽ đẩy Quân đội Đại Hàn Dân quốc ngược xa về phía sau khỏi Seoul. Ông quả quyết rằng Quân đội Đại Hàn Dân quốc thiếu trang bị, không có tinh thần chiến đấu và sẽ bị đánh tan tác, không thể nào kiềm chân được sự tiến công của Quân đội Nhân dân Triều Tiên kể cả việc có viện quân từ Hoa Kỳ. MacArthur cảm thấy rằng ông có thể xoay được tình thế nếu như ông di chuyển quân đội một cách dứt khoát về phía sau chiến tuyến của quân Triều Tiên. Ông hy vọng rằng một cuộc đổ bộ vào Incheon sẽ cho phép ông cắt đứt sự liên kết của quân đội Triều Tiên và tiêu diệt để nó không còn là một lực lượng chiến đấu tinh nhuệ nữa, như thế sẽ giúp liên quân chiến thắng cuộc chiến.
Để hoàn thành một chiến dịch đổ bộ từ biển vào bờ lớn như vậy, MacArthur yêu cầu được sử dụng các lực lượng viễn chinh của Thủy quân lục chiến Hoa Kỳ là các lực lượng đã quen với các khả năng tiến hành các chiến dịch đổ bộ từ biển vào bờ trong Chiến tranh Thái Bình Dương thời Chiến tranh thế giới thứ hai. Tuy nhiên, Thủy quân lục chiến vào thời điểm đó vẫn đang trong tình trạng phục hồi sau việc cắt giảm hàng loạt các chương trình huấn luyện trầm trọng khởi xướng bởi chính phủ của Tổng thống Harry S. Truman và Bộ trưởng quốc phòng Hoa Kỳ Louis A. Johnson. Johnson đã cố dẹp bỏ Thủy quân lục chiến hoàn toàn và đã cắt giảm các lực lượng viễn chinh Thủy quân lục chiến từ con số đỉnh trong Chiến tranh thế giới thứ hai là 300.000 người xuống chỉ còn trên 27.000. Nhiều quân vận đỉnh (landing craft) và quân vận xa đổ bộ (amphibious carriers) bị bán, bị tháo rời lấy sắt vụn, hoặc được đặc chuyển cho Quân đội Hoa Kỳ sử dụng. Sau khi tái trang bị vội vã lực lượng Thủy quân lục chiến với các quân vận đỉnh lỗi thời từ Chiến tranh thế giới thứ hai, rút các đơn vị Thủy quân lục chiến khỏi Vành đai Pusan, và lấy hết người của các trung tâm tuyển mộ, các tư lệnh Thủy quân lục chiến mới có thể xây lại một lực lượng có thể đảm đương các chiến dịch chủ động tiến công.
Kế hoạch ban đầu gặp phải sự nghi ngờ từ những tướng lãnh khác vì phòng tuyến nhân tạo và tự nhiên đều ghê gớm. Đường áp sát vào Inchon là hai lối rất giới hạn, đó là Eo biển Phi Ngư (Flying Fish Channel) và Eo biển Đông (Eastern Channel) dễ vướn phải bãi mìn. Thủy triều của hai eo biển này nhanh và rất nguy hiểm. Cuối cùng, khu neo tàu nhỏ và bến cảng bị bao quanh với đê biển. Trung tá hải quân Arlie G. Capps ghi nhận "Chúng tôi đã thảo một danh sách gồm các trở ngại địa lý và tự nhiên - và Incheon có tất cả mọi thứ."
Các vấn đề này cùng với vấn đề quân đội Triều Tiên đang tiến công bắt buộc MacArthur bỏ kế hoạch đầu tiên của ông là Chiến dịch Bluehearts mà trong đó dự định một cuộc đổ bộ lên Inchon tháng 7 năm 1950.
Vào tháng 9, dù các chướng ngại như thế, MacArthur đưa ra một kế hoạch đã được chỉnh lại cho một cuộc tấn công vào Inchon: Kế hoạch 100-B, mã danh là Chiến dịch Chromite. Một cuộc họp ngắn do Đô đốc James Doyle tổ chức kết luận rằng "điều tốt nhất mà tôi có thể nói là Inchon không phải là không thể." Các sĩ quan tại buổi họp ngắn này đã dành nhiều thời gian của họ để hỏi về những nơi đổ bộ khác chẳng hạn như Kunsan. MacArthur dành 45 phút sau khi họp giải thích các lý do ông chọn Inchon. Ông nói vì nó được phòng thủ chặt chẽ, quân Triều Tiên sẽ không ngờ một cuộc tấn công nơi đó, rằng chiến thắng tại Inchon sẽ tránh một chiến dịch mùa đông ác nghiệt, và rằng, bằng cách xâm nhập một điểm mạnh của miền bắc, các lực lượng Liên Hợp Quốc có thể cắt đứt các đường thông tin liên lạc và vận chuyển tiếp liệu của Triều Tiên. Inchon được chọn cũng vì nó nằm gần Seoul. Đô đốc Forrest P. Sherman và Tướng J. Lawton Collins trở về Washington, D.C. để trình kế hoạch đổ bộ và xin lệnh chấp thuận.
Cuộc đổ bộ tại Incheon không phải là một chiến dịch đổ bộ từ biển vào bờ quy mô lớn đầu tiên kể từ Chiến tranh thế giới thứ hai. Cuộc đổ bộ khác là cuộc đổ bộ tại ngày 18 tháng 7 năm 1950 tại Pohang. Tuy nhiên, chiến dịch đó không phải thực hiện trong lãnh thổ quân Triều Tiên chiếm giữ và cũng không có đụng trận.

### Trước khi đổ bộ

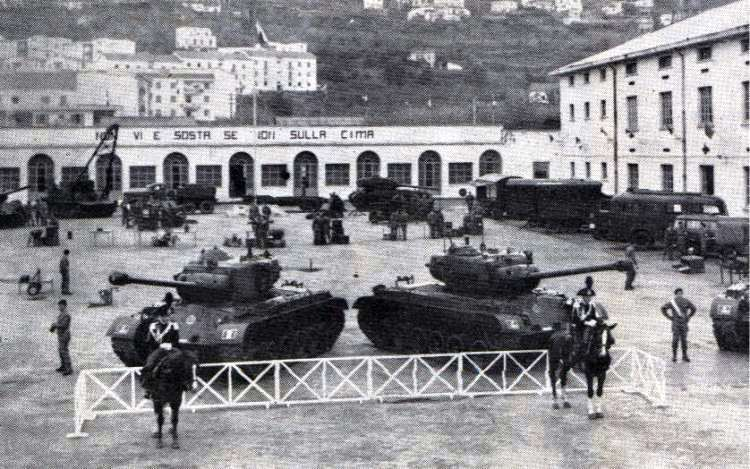
Xe tăng M26 Pershing có lợi thế hơn xe tăng T-34 của Trung Hoa và Triều Tiên tại Inchon.

Bãy ngày trước cuộc tấn công chính tại Inchon, một cuộc thám thính hỗn hợp Cục Tình báo Trung ương–tình báo quân đội có mật danh Trudy Jackson đã đưa một toán du kích quân vào Inchon. Toán này được Đại úy hải quân Eugene Clark chỉ huy và đổ bộ tại Yonghung, một hòn đảo trước mặt bến cảng. Từ đó, họ tiếp vận tin tình báo trở về các lực lượng Hoa Kỳ.
Với sự giúp đỡ của dân địa phương, các du kích quân thu lợm thông tin về thủy triều, bãi lầy, đê biển và các vị trí cố thủ của quân Triều Tiên. Sự góp phần quan trọng nhất vào sứ mệnh này là việc khởi động lại một hải đăng trên Palmi-do. Khi quân Triều Tiên phát giác ra rằng các đặc viên đồng minh đã vào bán đảo, họ phái một thuyền vũ trang tấn công cùng 16 binh sĩ. Eugene Clark đặt súng máy trên một chiếc xuồng nhỏ và đánh chìm chiếc thuyền tấn công. Để trả đũa, Triều Tiên giết chết trên 50 thường dân vì họ đã giúp cho Clark.
Một loạt các cuộc tập trận và thử nghiệm được tiến hành khắp nơi trên duyên hải Triều Tiên nơi có các điều kiện tương tự với Inchon trước khi có một cuộc đổ bộ thực sự. Các cuộc tập trận được sử dụng để tính toán thời gian và hiệu suất của các quân vận đỉnh (landing craft).
Khi các toán đổ bộ gần đến nơi, các tuần dương hạm và khu trục hạm từ hải quân các nước của Liên Hợp Quốc khai hỏa vào Wolmi-do và rà phá mìn bẫy ở Eo biển Phi Ngư (Flying Fish Channel). Các lực lượng Canada đầu tiên tham gia vào Chiến tranh Triều Tiên khi các chiến hạm HMCS Cayuga, HMCS Athabaskan và HMCS Sioux bắn phá bờ biển. Lực lượng nhanh Hàng không mẫu hạm (Fast Carrier Force) thực hiện các phi vụ không yểm, ngăn chặn, và tấn công mặt đất. Hải đoàn 9 Khu trục hạm (Destroyer Squadron Nine) đi đầu là USS Mansfield tiến vào Eo biển Đông vào Bến cảng Inchon, khai hỏa vào các ụ súng lớn của Triều Tiên. Các cuộc tấn công làm cho Triều Tiên tin rằng một cuộc đổ bộ có lẽ là sắp xảy ra. Viên sĩ quan trấn đóng tại Wolmi-do bảo đảm cấp trên của ông là ông sẽ quăng quân thù ngược ra biển.

## Diễn biến

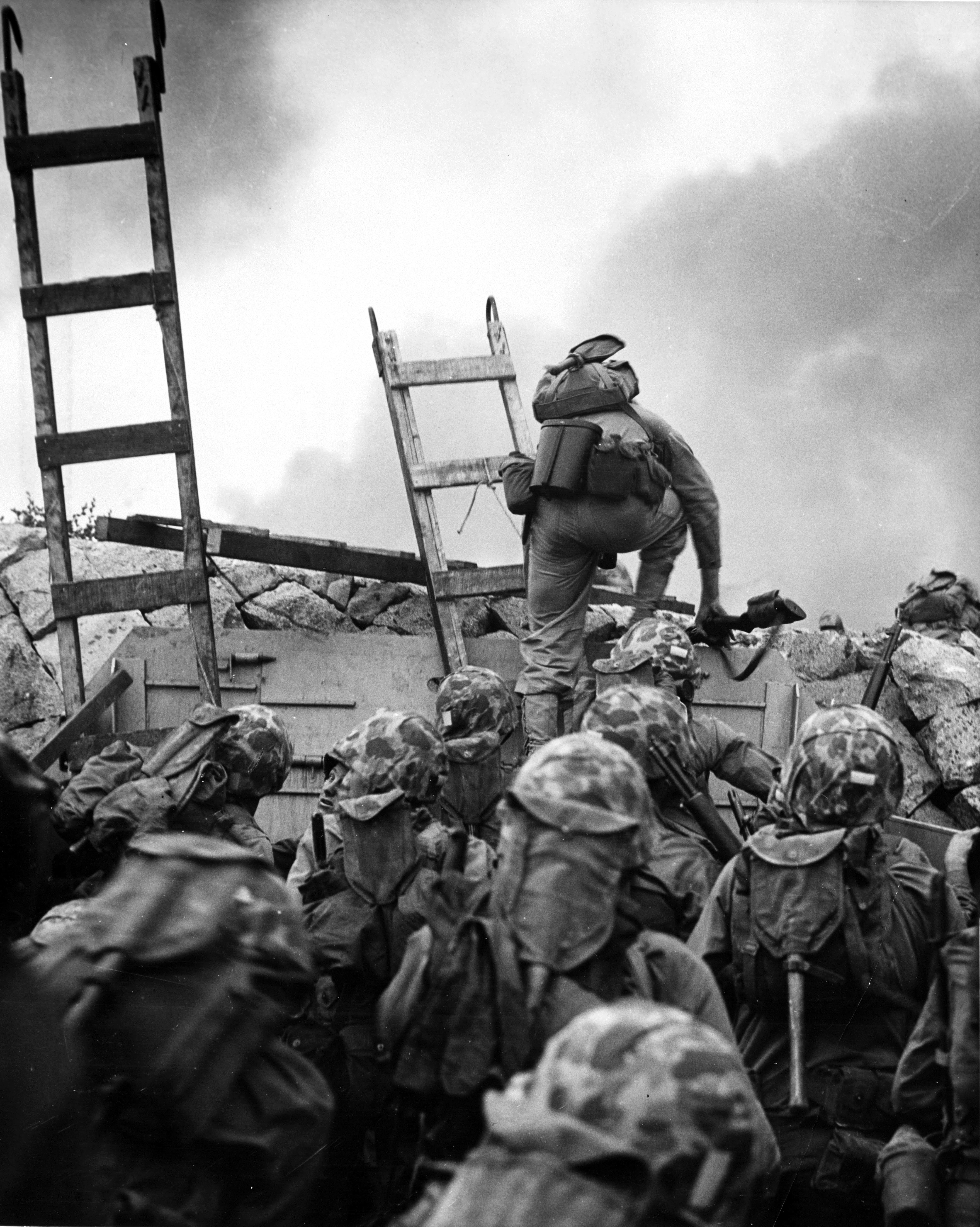
Đại úy Thủy quân lục chiến Hoa Kỳ Baldomero Lopez trong hình đang leo qua một đê biển sau khi đổ bộ trên Bãi Đỏ (Red Beach) ngày 15 tháng 9. Vài phút sau bức hình được chụp, Lopez bị tử thương sau khi hứng trọn một quả lựu đạn nổ ngay bên mình. Ông được tặng Huân chương Danh dự sau khi chết.

Hải đoàn tàu đổ bộ trong trận đánh này do Arthur Dewey Struble chỉ huy. Ông là một người chuyên trách về chiến tranh đổ bộ. Struble đã tham gia vào các chiến dịch đổ bộ từ biển vào bờ trong Chiến tranh thế giới thứ hai, bao gồm Trận đánh Leyte và Trận đánh Normandy.

### Bãi Xanh lá
Lúc 06:30 sáng ngày 15 tháng 9 năm 1950, các phần tử đi đầu của Quân đoàn X Lục quân Hoa Kỳ tới "Bãi Xanh lá" (Green Beach) thuộc phần phía bắc của Đảo Wolmi. Lực lượng đổ bộ gồm có Tiểu đoàn 3, Trung đoàn 5, Thủy quân Lục chiến và 9 xe tăng M26 Pershing từ Tiểu đoàn 1 Xe tăng. Một xe tăng có trang bị một súng phun lửa (xe tăng phun lửa) và 2 chiếc khác có lưỡi xe ủi đất (bulldozer). Toán chiếu đấu đổ bộ bằng Dương vận hạm (Landing ship, tank) được thiết kế và đóng trong Chiến tranh thế giới thứ hai (1939 - 1945). Toàn bộ đảo bị chiếm vào trưa với giá phải trả là 14 thương vong. Thương vong của Triều Tiên gồm có trên 200 chết và 136 bị bắt, đa số là thuộc Trung đoàn 918 Pháo binh và Trung đoàn 226 Hải quân đánh bộ. Các lực lượng trên Bãi Xanh Lá phải chờ thủy triều lên để toán quân khác có thể đổ bộ cho đến 19:50. Trong thời gian này, các đợt oanh tạc và pháo kích dữ dội cùng với mìn chống tăng tuôn vào cây cầu duy nhất để giữ không cho quân Triều Tiên mở một cuộc phản công đáng kể. Đợt hai tiến vào bờ ở Bãi Đỏ (Red Beach) và Bãi Xanh Dương (Blue Beach).
Quân đội Nhân dân Triều Tiên đã không ngờ một cuộc đổ bộ lên Inchon. Sau cuộc tấn công tràn ngập Bãi Xanh Lá, Quân đội Nhân dân Triều Tiên tưởng rằng (có lẽ vì cố tình ngụy tạo thông tin của lực lượng chống tình báo Mỹ) cuộc tấn công đổ bộ chính sẽ xảy ra tại Kunsan. Kết quả là, chỉ có một lực lượng nhỏ được điều động đến Inchon. Thậm chí những lực lượng đó còn tới đó trễ nữa, và họ đến đó sau khi các lực lượng Liên Hợp Quốc đã chiếm được Bãi Xanh Dương và Bãi Đỏ. Các binh sĩ đóng tại Incheon trước đây đã bị nhóm du kích của Clark làm suy yếu, và các vụ oanh tạc bằng bom napalm đã thiêu hủy các kho đạn dược chính. Tổng cộng có 261 tàu tham chiến.

### Bãi Đỏ
Các lực lượng Bãi Đỏ gồm có Đội chiến đấu 5 thuộc Trung đoàn 5 Thủy quân lục chiến sử dụng thang để leo lên các đê biển. Sau khi vô hiệu hóa hàng phòng thủ của Triều Tiên, họ mở thông đường đê đến Wolmi, cho phép các xe tăng từ Bờ Xanh Lá nhập trận. Các lực lượng trên Bãi Đỏ thiệt hại 8 người và 28 bị thương.

### Bãi Xanh Dương
Dưới quyền tư lệnh của Đại tá Lewis "Chesty" Puller, Trung đoàn 1 Thủy quân lục chiến Hoa Kỳ đổ bộ tại Bãi Xanh Dương hơi xa về phía nam của hai bãi kia vào đến bờ biển cuối cùng. Khi họ đến bờ biển, các hỏa lực phối hợp của các ụ súng của Triều Tiên đã đánh chìm một Dương vận hạm (Landing Ship, Tank). Hỏa lực của các Tuần dương hạm và các đợt oanh tạc đã tiêu diệt quân phòng thủ Triều Tiên. Cuối cùng khi họ đến thì các lực lượng Triều Tiên tại Inchon đã đầu hàng, vì vậy lực lượng tại Bãi Xanh Dương thiệt hại một vài thương vong và gặp ít phản kháng. Trung đoàn 1 Thủy quân lục chiến dành nhiều thời gian củng cố bãi đổ bộ (beachhead) và chuẩn bị cho một cuộc tiến công sâu vào đất liền.

## Đột phá

### Phi trường Kimpo
Sân bay Kimpo là phi trường lớn và quan trọng nhất trên bán đảo Triều Tiên. Ngày 17 tháng 9, thống tướng MacArthur ra lệnh phải chiếm lại sân bay Kimpo nhanh nhất có thể. Một khi kiểm soát được sân bay Kimpo, Không lực Năm và USMC( Không lực Thủy quân lục chiến Hoa Kỳ)  có thể dễ dàng triển khai các tiêm kích và máy bay ném bom từ Nhật Bản nhằm chống lại quân Bắc Triều Tiên. Nhiệm vụ tấn công sân bay được giao cho tiểu đoàn 2, trung đoàn 5 thủy quân lục chiến. Những nỗ lực chiếm lại sân bay trong đêm 17-18 của quân đội Bắc Triều Tiên với những lực lượng còn lại chưa rút khỏi sông Hàn được chỉ huy bởi đại tá Wan Yong đã bị đẩy lùi bởi bộ binh và pháo binh được tổ chức tốt của Thủy quân lục chiến Hoa Kỳ.
Khi toàn bộ lực lượng Bắc Triều Tiên rút hết vào sáng hôm sau, sân bay vẫn còn khá nguyên vẹn vì phía Bắc Triều Tiên không có đủ thời gian để thực hiện đợt phá hủy quy mô lớn, và, thực tế là còn một vài chiến đấu cơ của Bắc Triều Tiên bị bỏ lại. Sân bay Kimpo giờ đây đã trở thành trung tâm cho những chiến dịch không kích của liên quân Liên Hiệp Quốc.

## Kết cục

### Bãi đổ bộ
Ngay sau khi sự chống trả của Bắc Triều Tiên bị dập tắt tại Inchon, việc tiến hành tiếp liệu và viện quân bắt đầu. Các tiểu đoàn xây dựng của Hải quân (Seabee) và các Toán Phá mìn Dưới nước (Underwater Demolition Team) đến cùng với Thủy quân lục chiến Hoa Kỳ xây một bến nổi trên Bãi Xanh Lá và thu dọn chướng ngại vật dưới nước. Bến nổi sau đó được dùng để dở hàng còn lại trên các dương vận hạm.
Các tài liệu được Kim Nhật Thành viết và bị quân Liên Hợp Quốc thu được ngay sau khi cuộc đổ bộ nói rằng, "Kế hoạch ban đầu là kết thúc cuộc chiến trong một tháng, chúng ta đã không thể dẫm nát bốn sư đoàn của Mỹ...Chúng ta bị bất ngờ khi quân đội Liên Hợp Quốc và các lực lượng Hải quân và Không quân Mỹ tiến vào."
Ngày 16 tháng 9, quân Triều Tiên, nhận thấy điều sai lầm của mình, đã đưa sáu hàng xe tăng T-34 đến bãi đổ bộ. Để đối phó, hai phi đội F4U Corsair thuộc phi đoàn VMF-214 dội bom đoàn xe tăng tấn công. Đợt không kích gây thiệt hại hoặc phá hủy phân nửa số xe tăng và mất một phi cơ. Một đợt phản công nhanh của các xe tăng M26 Pershing phá hủy phần còn lại của sư đoàn cơ giới Bắc Triều Tiên và thông đường cho việc chiếm Incheon.
Ngày 19 tháng 9, Đoàn Kỹ sư Công binh Hoa Kỳ sửa chữa đường xe lửa địa phương một đoạn dài 8 dặm Anh (13 km) vào đất liền. Phi trường Gimpo bị chiếm và các vận tải cơ bắt đầu chở nhiên liệu và bom đạn cho các phi cơ đóng tại Inchon. Thủy quân lục chiến tiếp tục dở hàng tiếp liệu và nhận thêm tiếp viện quân số. Khoảng 22 tháng 9, họ đưa lên 6.629 xe và 53.882 binh sĩ cùng với 23.000 tấn tiếp liệu.

### Đột phá Vành đai Pusan
Các đơn vị cuối cùng của Cộng hòa Dân chủ Nhân dân Triều Tiên tại Đại Hàn Dân quốc còn chiến đấu bị đánh bại khi Quân đoàn 8 Hoa Kỳ của Tướng Walker đột phá khỏi Vành đai Pusan, cùng với Binh đoàn X Lục quân mở một cuộc tấn công phối hợp vào các lực lượng của Quân đội Nhân dân Triều Tiên. Trong số 70.000 quân Triều Tiên quanh Pusan, hơn phân nửa bị tiêu diệt hay bị bắt. Tuy nhiên, vì các lực lượng Liên Hợp Quốc đang tập trung để chiếm Seoul hơn là cắt đường tháo lui về phía bắc của quân Triều Tiên cho nên có khoảng 30.000 quân Triều Tiên còn lại vượt thoát về phía bắc qua sông Áp Lục nơi chẳng bao lâu họ được tái xây dựng như một chủ bài cho việc thành lập các sư đoàn mới của Triều Tiên được Liên Xô tái vũ trang bị một cách vội vã. Cuộc tấn công của Liên Hợp Quốc tiếp tục về phía bắc đến sông Áp Lục cho đến khi Cộng hòa Nhân dân Trung Hoa can thiệp vào cuộc chiến.